# ... Y eligió el infierno
... Y eligió el infierno es una película española de 1957, del género dramático, dirigida por César Fernández Ardavín.

## Sinopsis
En la Alemania Oriental, un grupo de hombres trabaja dura y clandestinamente para liberar a todos aquellos que huyen del comunismo, ayudándoles a pasar la frontera.

## Reparto
- Sabine Bethmann
- Conrado San Martín
- Gérard Tichy
- Julia Martínez
- Julio Peña
- Fernando Sancho
- Mariano Azaña
- Carlos Larrañaga
- Rafael Bardem
- Luana Alcañiz

## Premios y nominaciones
13.ª edición de las Medallas del Círculo de Escritores Cinematográficos
| Categoría        | Nominación               | Resultado |
| ---------------- | ------------------------ | --------- |
| Mejor película   | ... Y eligió el infierno | Ganadora  |
| Mejor director   | César Fernández Ardavín  | Ganador   |
| Mejor fotografía | Manuel Berenguer         | Ganador   |